# León de Judá

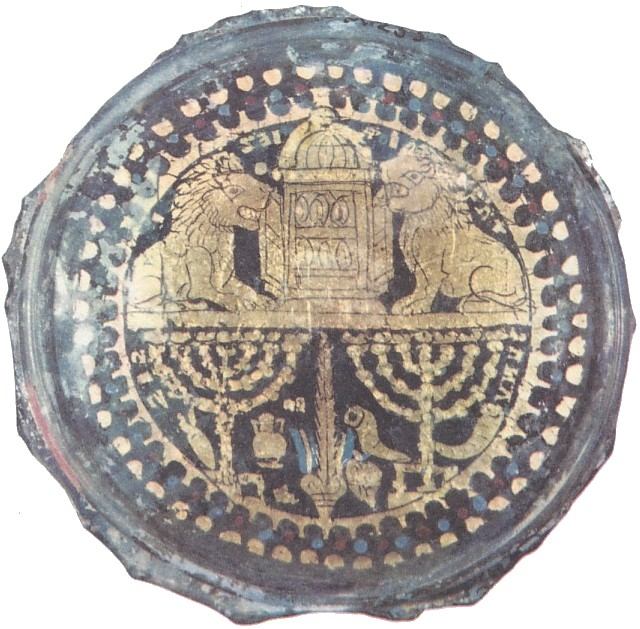
Leones de Judá e Israel custodiando el Sanctasanctórum. Vidrio judeorromano con lámina de oro,.

El León de Judá es el símbolo de la tribu de Judá y tiene su referente en el Libro del Génesis, en la Biblia. Según la tradición hebrea, provenientes de esta tribu eran los ancestros de David, segundo monarca del reino unido de Judá e Israel.

## En el judaísmo
De acuerdo con la tradición judía, el iniciador de la Tribu de Judá fue uno de los hijos de Jacob, llamado precisamente Judá (en hebreo, Yehuda), siendo el propio Jacob quien le otorgó a Judá simbólicamente un león al bendecirlo y llamarlo Gur Aryeh Yehuda (hebreo: גּוּר אַרְיֵה יְהוּדָה — "Cachorro de león de Judá"). Simbólicamente, tal noción tiene su correspondencia con el sol naciente.
Como símbolo, el león tiene correspondencias con el oro (sol subterráneo) y con el sol mismo, mientras que la relación entre el sol y el león encuentra ya expresión en las culturas de la Antigüedad y persiste luego desde la Edad Media en adelante. Rey de los animales y poseedor de la fuerza, el león es símbolo de dignidad y victoria, así como de lucha perpetua y exaltación de la virilidad. Dado que, en su poder y justicia, Dios es como un león, la Tribu de Judá es, por carácter transitivo, comparada a su vez con un león. A través del nombre "Ariel" (León de Dios), en el idioma y cultura de los israelitas, la ciudad de Jerusalén es asociada al rey David, quien según la tradición bíblica pertenecía a la Tribu de Judá. Consecuentemente, con el correr de los siglos, el León de Judá llegó a convertirse en símbolo de Jerusalén, siendo adoptado y representado tanto por las comunidades judías de Israel como por aquellas otras que viven en otras partes del mundo.

## En el cristianismo

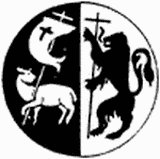
Cristo como Cordero de Dios y León de Judá. Emblema de la Comunidad de las Beatitudes.

La tradición cristiana utiliza el término de "León de Judá" para representar a Jesús de Nazaret, en tanto éste era integrante de la Tribu de Judá y en el Nuevo Testamento se le menciona como "pertenieciente a la tribu de David". Similar expresión se emplea en el libro del Apocalipsis para designar a Jesús: "Entonces uno de los ancianos me dijo: «No llores, porque el León de la tribu de Judá, la raíz de David, ha vencido para abrir el libro y desatar sus siete sellos."

## En Etiopía

Bandera de Etiopía con el León de Judá, 1897.

En las tradiciones históricas de Etiopía aparece el León de Judá porque el "Kebra Nagast", texto del siglo V de nuestra era, afirma que la monarquía etíope surgió del los descendientes de la mítica Reina de Saba con el rey Salomón, cuando ella visitó al monarca de Israel en su corte de Jerusalén, atribuyendo a ambos la paternidad del rey etíope Menelik I, fundador legendario del Reino de Aksum en el siglo IV a. C. , primer estado etíope. En tanto Salomón era miembro de la Tribu de Judá (al ser hijo del rey David) era obvio que Menelik I también podía reclamarse descendiente de dicha tribu.
La tradición etíope declara además que el linaje de Menelik I se prolongó directa o indirectamente en las dinastías imperiales de Etiopía (la Dinastía Zagüe y la Dinastía Salomónida hasta el siglo XX, cuando el emperador Haile Selassie fue destronado en 1974. Las crónicas etíopes afirman también que hubo inmigrantes israelitas de la Tribu de Dan y de la Tribu de Judá que se instalaron en Etiopía siguiendo a la Reina de Saba, y que serían antecesores de los modernos judíos falashas. Esto explica que el León de Judá se tornase símbolo oficial de la monarquía etíope y apareciera profusamente en la bandera imperial, monedas, estampillas postales, etc.

### En el Movimiento Rastafari
En el movimiento rastafari, el León de Judá es una representación del emperador Haile Selassie I de Etiopía, coronado emperador el 2 de noviembre de 1930 y que poseía como uno de sus títulos imperiales el de "Rey de reyes y León de Judá". La enorme veneración que Haile Selassie causó entre los primeros rastafaris y su estatus como "profeta de la liberación" causó que el movimiento rastafari adoptara también al León de Judá como símbolo de sus creencias.